# Live!!
Live!! (o Double Live) è un album dal vivo di Yngwie J. Malmsteen registrato in Brasile nel maggio 1998.

## Tracce
Nel disco sono presenti le cover di Gates of Babylon dei Rainbow, Pictures of Home dei Deep Purple oltre che di Red House di Jimi Hendrix, che è cantata dallo stesso Malmsteen.

### Disco Uno
1. My Resurrection – 5:34 –  (Yngwie J. Malmsteen)
2. Facing the Animal – 4:20 –  (Yngwie J. Malmsteen)
3. Rising Force – 4:29 –  (Yngwie J. Malmsteen, Joe Lynn Turner)
4. Bedroom Eyes – 5:47 –  (Goran Edman, Yngwie J. Malmsteen)
5. Far Beyond the Sun – 10:00 –  (Yngwie J. Malmsteen)
6. Like an Angel - For April – 6:08 –  (Yngwie J. Malmsteen)
7. Braveheart – 4:52 –  (Yngwie J. Malmsteen)
8. Seventh Sign – 6:43 –  (Yngwie J. Malmsteen)
9. Guitar Solo (Trilogy Suite, Red House, Badinere) – 15:17 –  (Yngwie J. Malmsteen)

### Disco Due
1. Gates of Babylon – 7:26 –  (Ritchie Blackmore, Ronnie James Dio)
2. Alone in Paradise – 4:53 –  (Yngwie J. Malmsteen)
3. Pictures of Home – 4:38 –  (Blackmore, Gillan, Glover, Lord, Paice)
4. Never Die – 4:07 –  (Yngwie J. Malmsteen)
5. Black Star – 9:39 –  (Yngwie J. Malmsteen)
6. I'll See the Light, Tonight – 5:15 –  (Yngwie J. Malmsteen, Jeff Scott Soto)

## Formazione
- Yngwie J. Malmsteen - chitarra, voce in Red House
- Mats Levén - voce
- Barry Dunaway - basso
- Mats Olausson - tastiere
- Jonas Ostman - batteria